# Cancer duodénal
Le cancer duodénal est un cancer se situant au début de l'intestin grêle. Il est relativement rare par rapport au cancer de l'estomac et au cancer colorectal. Son histologie est généralement un adénocarcinome.  La polypose adénomateuse familiale, le syndrome de Gardner, le syndrome de Lynch, le syndrome de Muir-Torre, la maladie cœliaque, le syndrome de Peutz-Jeghers, la maladie de Crohn et le syndrome de polypose juvénile sont des facteurs risquant de développer ce cancer.
Le duodénum est la première partie de l'intestin grêle. Il est situé entre l'estomac et le jéjunum. Les aliments mélangés à l'acide gastrique descendent ensuite dans le duodénum où ils se mélangent à la bile de la vésicule biliaire et aux sucs digestifs du pancréas.

## Effets
La masse cancéreuse peut bloquer la nourriture entrante dans l'intestin grêle provoquant des douleurs abdominales, des reflux d'acide et une perte de poids parce que la nourriture ne peut arriver là où elle est censée être absorbée par le corps.
Les patients atteints de cancer duodénal peuvent ressentir des nausées ou des vomissements, mais aussi des saignements gastro-intestinaux chroniques, etc.

## Traitement
La résection est parfois une étape du traitement, mais le cancer duodénal est difficile à enlever chirurgicalement en raison de la zone dans laquelle il réside - il y a de nombreux vaisseaux sanguins alimentant le bas du corps. Une duodénopancréatectomie est une chirurgie possible contre ce cancer. La tête du pancréas est enlevée dans le même temps opératoire que le duodénum et la tumeur. La chimiothérapie est parfois utilisée pour essayer de réduire la masse cancéreuse avant chirurgie.
Une dérivation intestinale est parfois tentée en soins palliatifs, reliant l'estomac à l'intestin grêle.
Certains patients sont équipés de sondes soit pour ajouter des éléments nutritifs (sondes d'alimentation) ou des sondes de drainage pour éliminer l'excès d'aliments transformés qui ne passent pas le blocage.

## Pronostic
Comme pour les autres cancers, la présence de métastases aux ganglions lymphatiques, le stade avancé de la tumeur et les marges de résection positives (voir Marge chirurgicale positive) sont associées à une diminution des taux de survie chez les patients atteints d'un cancer duodénal. L'absence de possibilité de résection chirurgical est un critère de mauvais pronostic.